# Rhynchospora modesti-lucennoi
Rhynchospora modesti-lucennoi là loài thực vật có hoa trong họ Cói. Loài này được Castrov. miêu tả khoa học đầu tiên năm 1995 publ. 1996.